# ¿Dónde está el país de las hadas?
¿Dónde está el país de las hadas? è il secondo album in studio del gruppo musicale spagnolo Mecano, pubblicato nel 1983.

## Tracce
Testi e musiche di Nacho Cano, eccetto dove indicato.
1. ¿Dónde está el país de las hadas? (instrumental) – 2:56
2. Este chico es una joya – 2:31
3. La bola de cristal – 3:23
4. El amante de fuego – 4:28
5. Madrid – 3:22
6. 'Barco a Venus – 3:19
7. La fiesta nacional – 3:29
8. Un poco loco (José María Cano) – 3:22
9. No aguanto más – 3:09
10. Focas (José María Cano) – 3:25
11. El balón – 3:29
12. El ladrón de discos – 2:59

## Classifiche
| Paese  | Posizione massima |
| ------ | ----------------- |
| Spagna | 77                |